# Зомбковице-Слёнске
Зомбковице-Слёнске (пол. Ząbkowice Śląskie, нем. Frankenstein) — город в Польше, входит в Нижнесилезское воеводство, Зомбковицкий повят. Имеет статус городско-сельской гмины. Занимает площадь 13,63 км². Население 15 219 человек (на 2017 год).

## История
Город был основан герцогом Силезии Генрихом IV под названием Франкенштайн в начале XIII века после монгольского нашествия. Город был расположен точно между двумя ранее существовавшими городами, которым не удалось привлечь достаточное количество поселенцев — Франкенберг и Левенштайн.
Он был расположен на дороге между Прагой и Вроцлавом, недалеко от промышленного города Клодзко, что способствовало развитию города. Статус города был получен около 1280 года.
В начале XVII века от чумы погибло около трети населения и существует предположение, что именно события того времени вдохновили Мэри Годвин на написание романа «Франкенштейн, или Современный Прометей».
В 1858 году город сгорел и был заново построен. В частности, верхняя часть кривой башни XV века была выпрямлена.
После Второй мировой войны город отошёл к Польше (вместе с большей частью Силезии) и был переименован в Зомбковице-Слёнске в 1946 году, после того, как немецкое население бежало или было изгнано.

## Достопримечательности
Зомбковице часто называют Силезской Пизой, так как он известен главным образом своей Кривой Башней, которая является одной из главных достопримечательностей в этой части Польши. Также в городе сохранились крепостные стены XIII века и замок XIV века.

## Галерея

Рыночная площадь

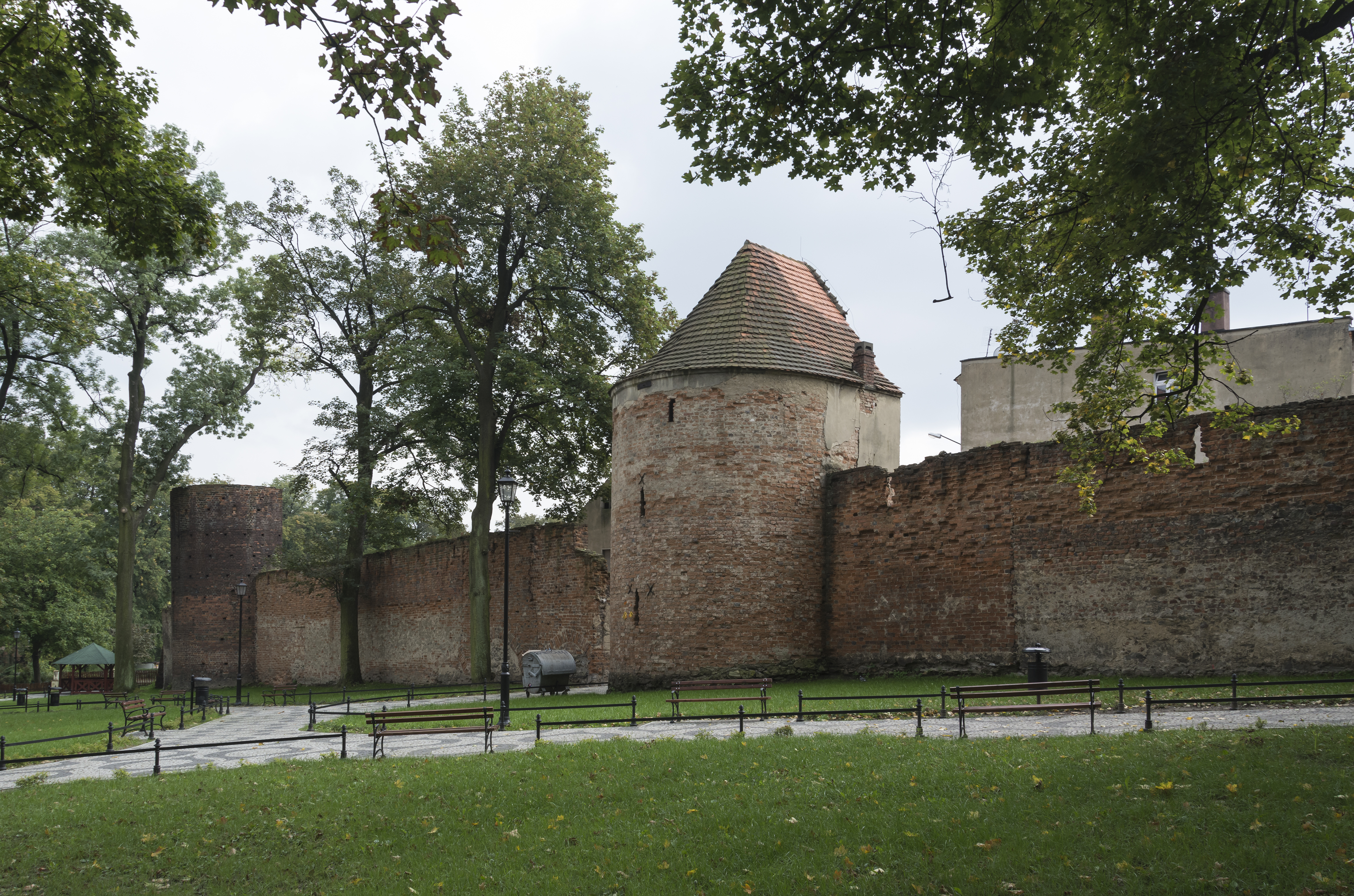
Городская стена
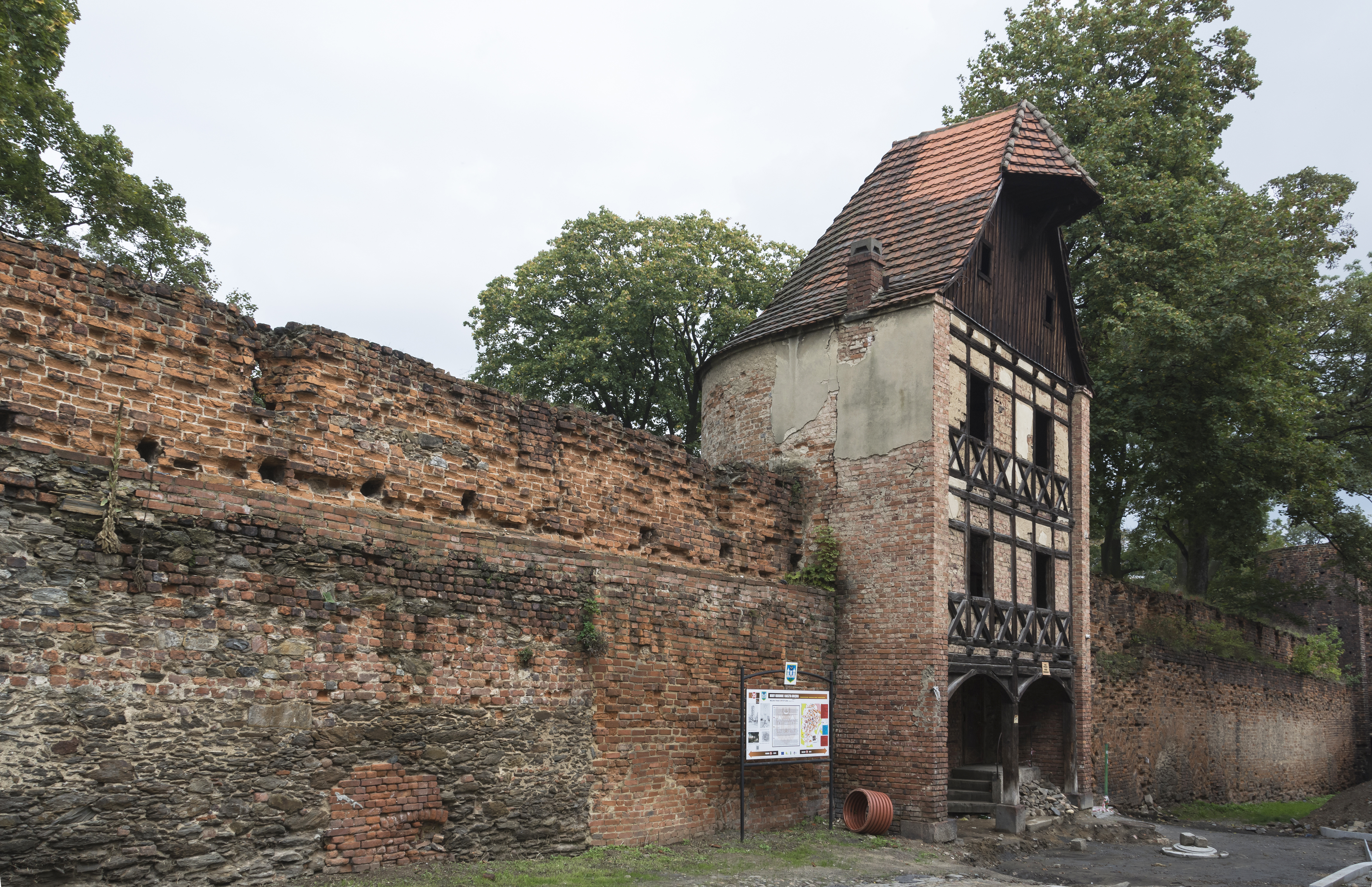
Часть городской стены
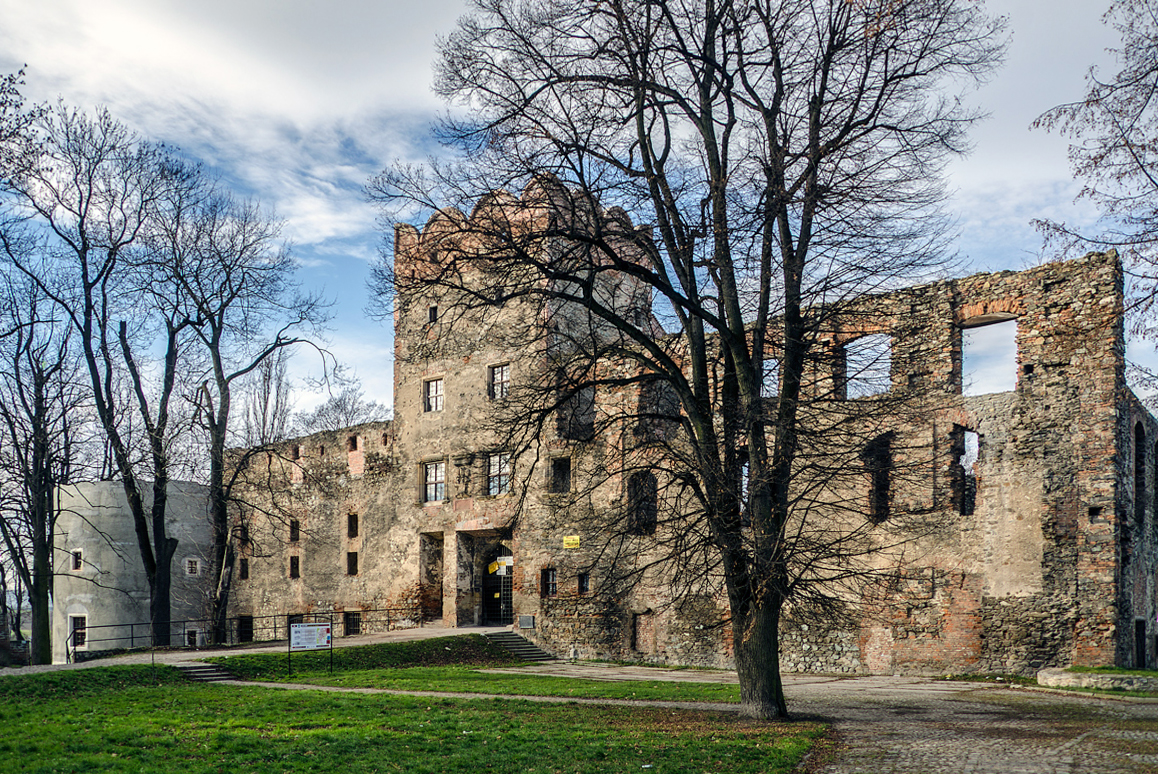
Руины замка
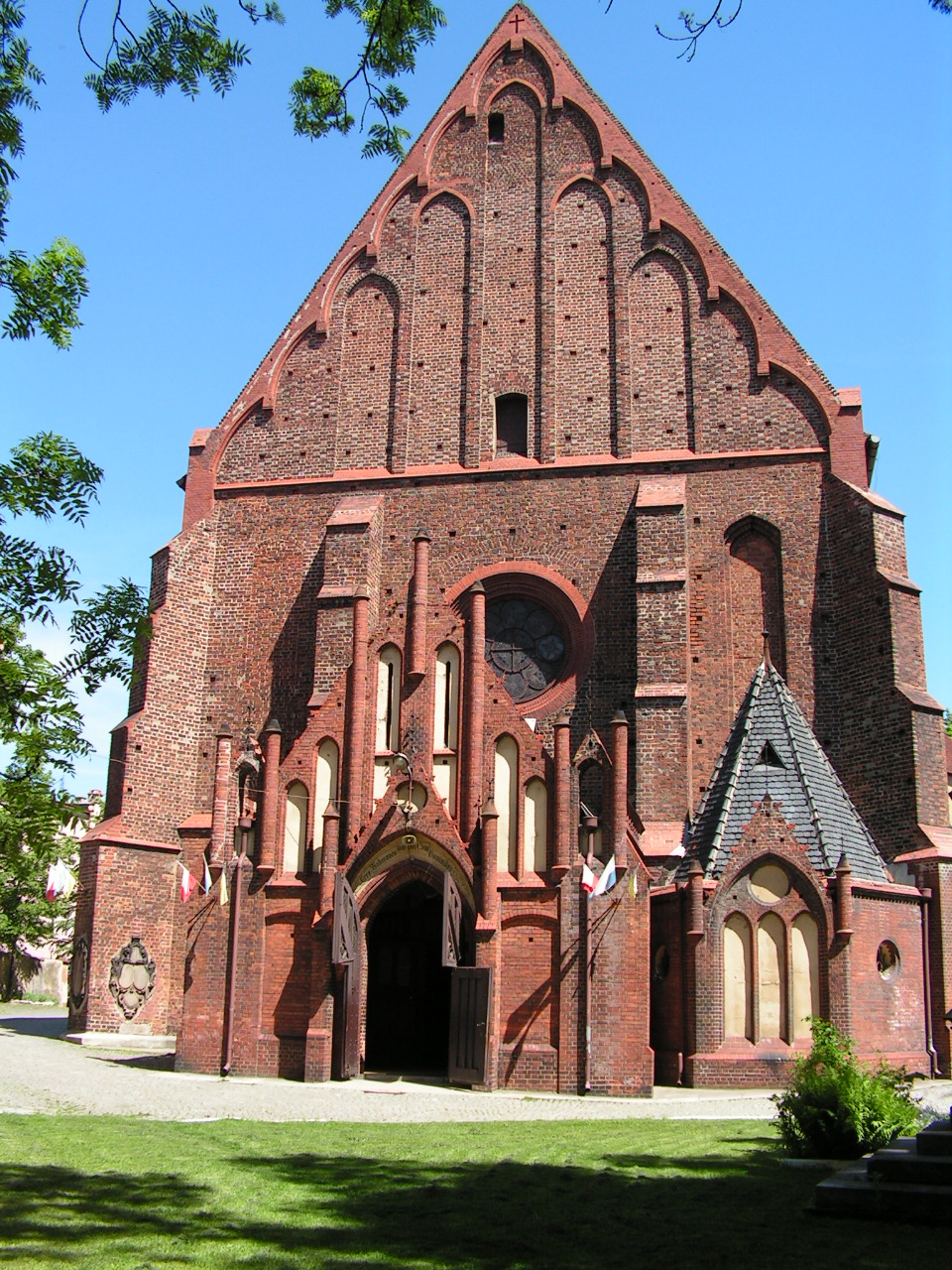
Церковь Св. Анны
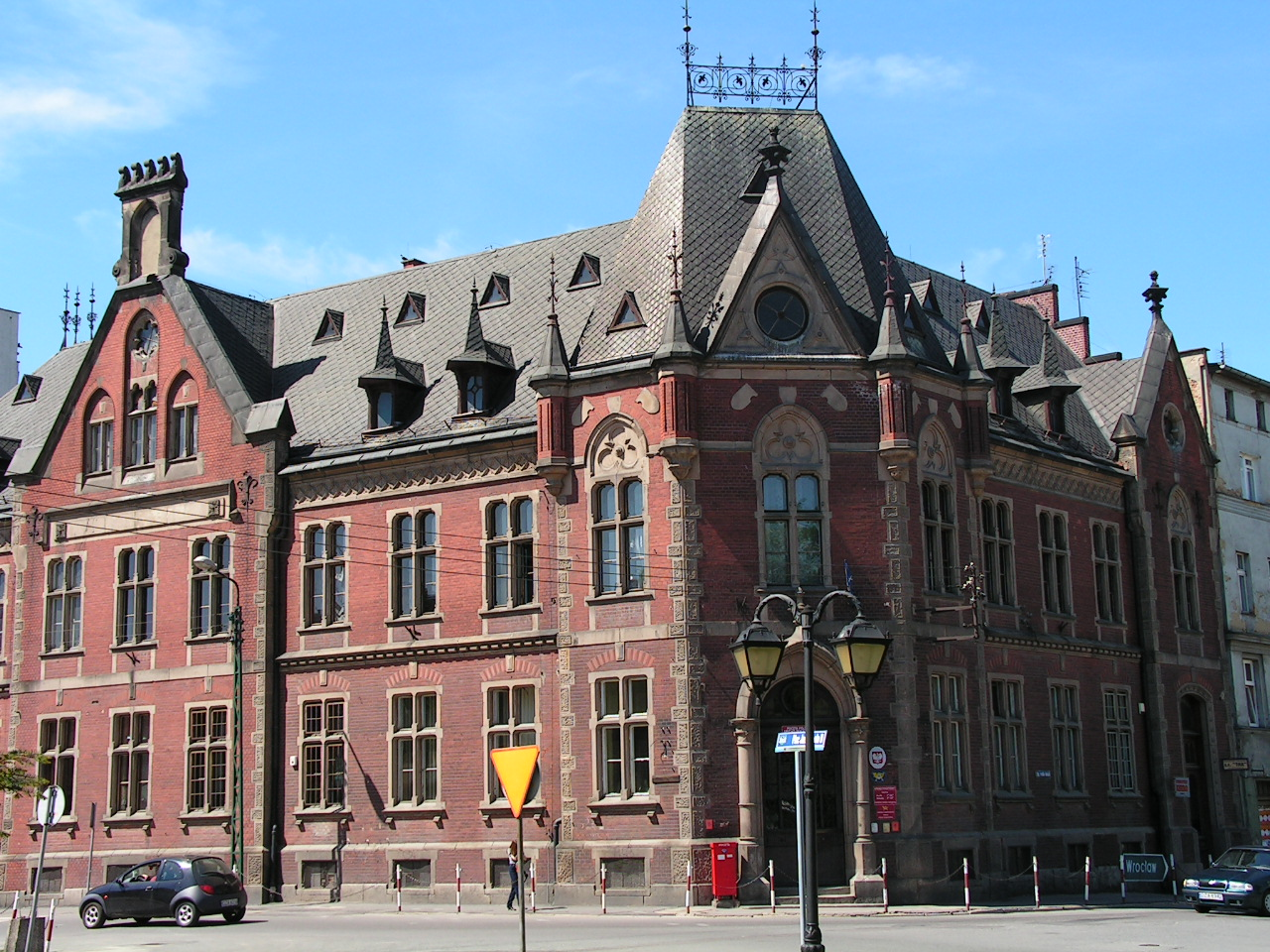
Главное почтовое отделение
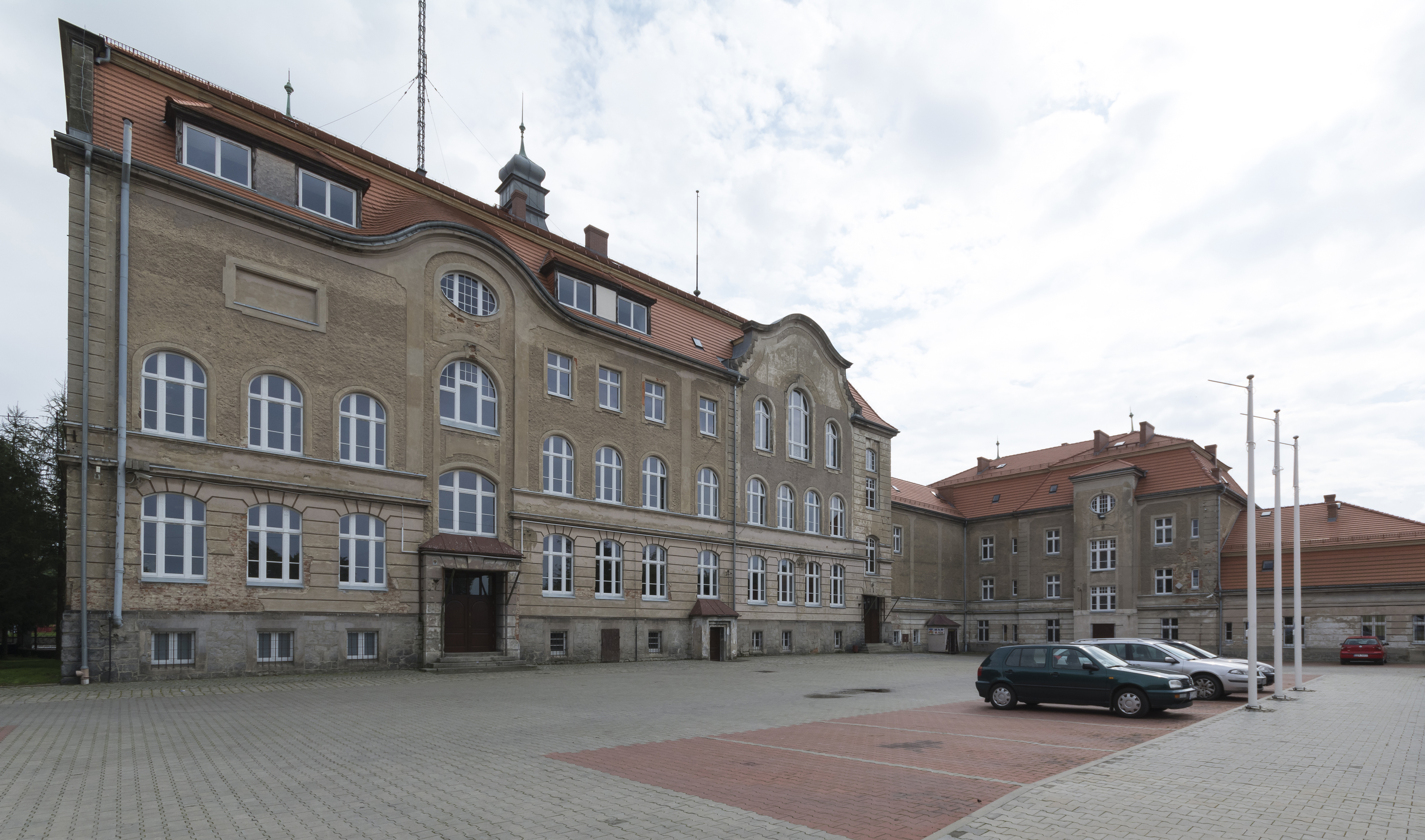
Школа
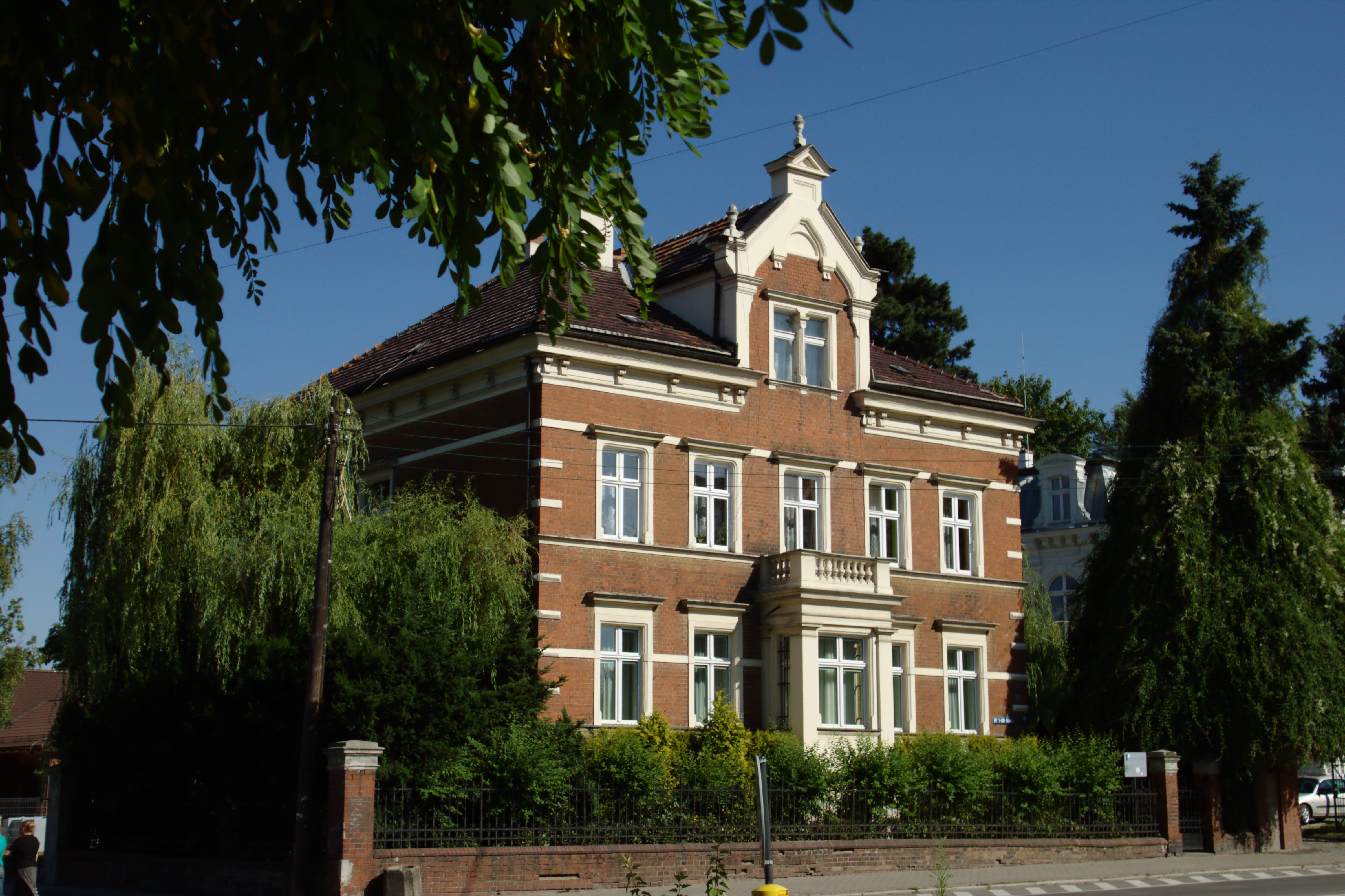
Вилла
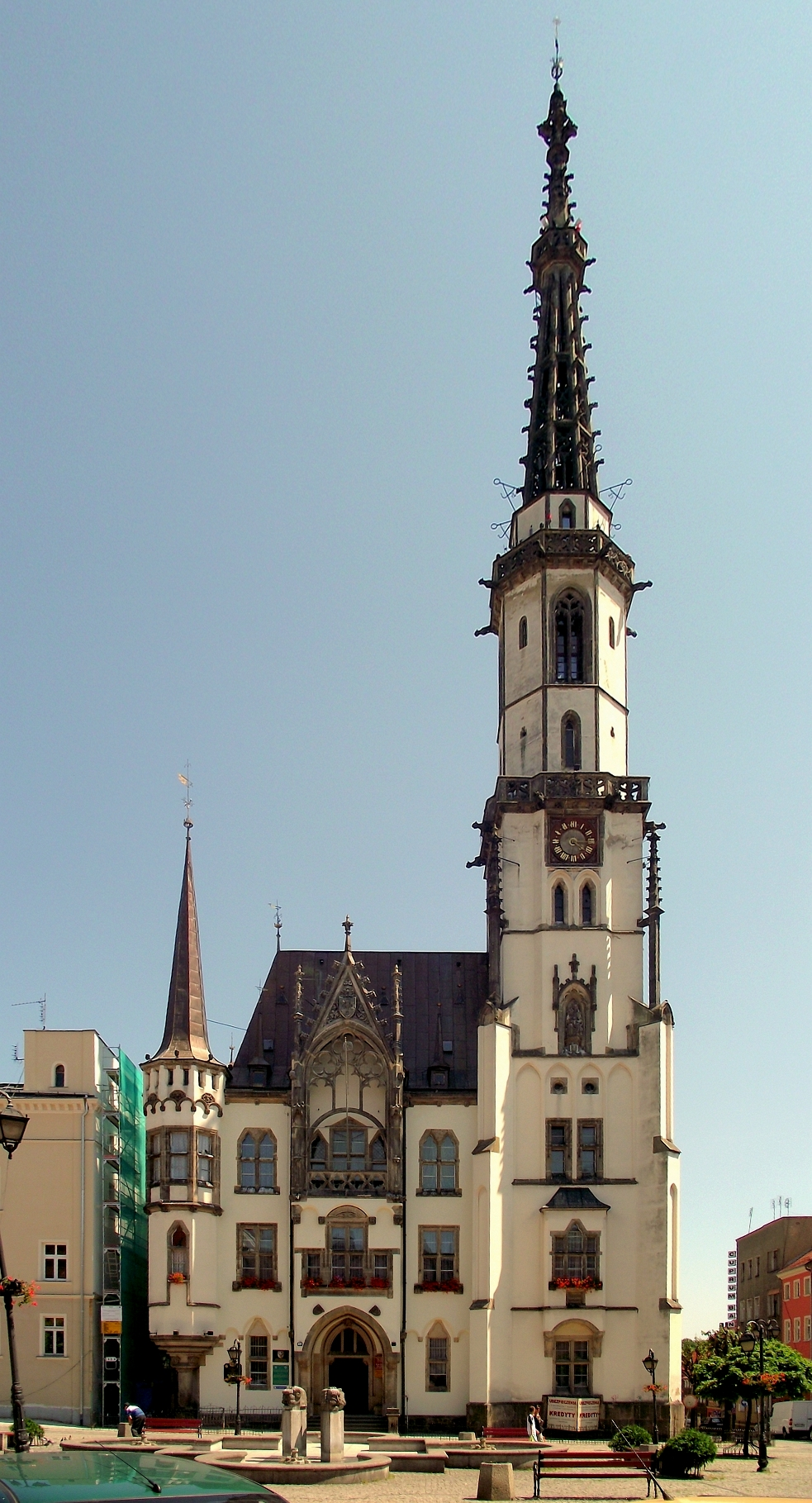
Ратуша
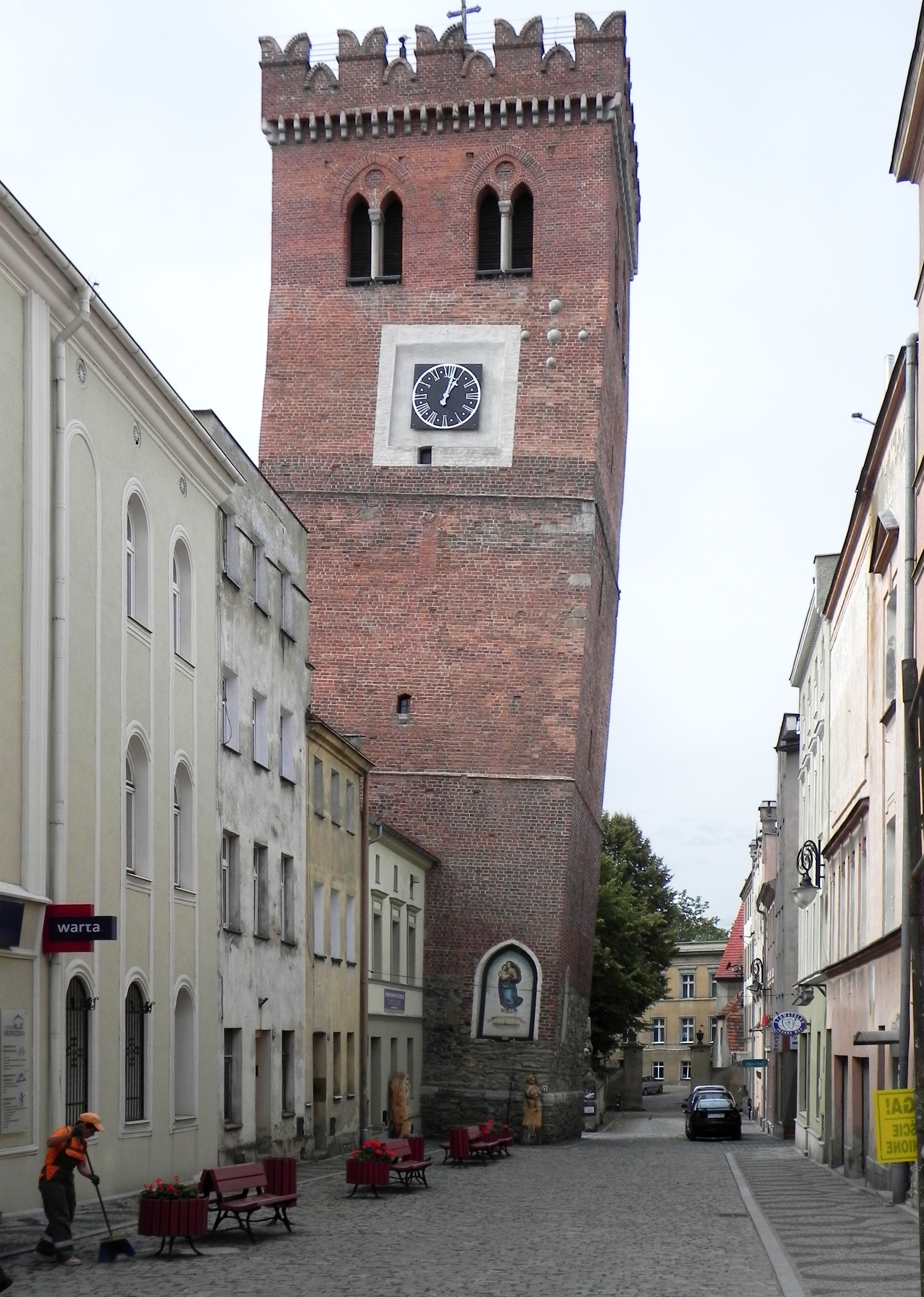
Кривая башня
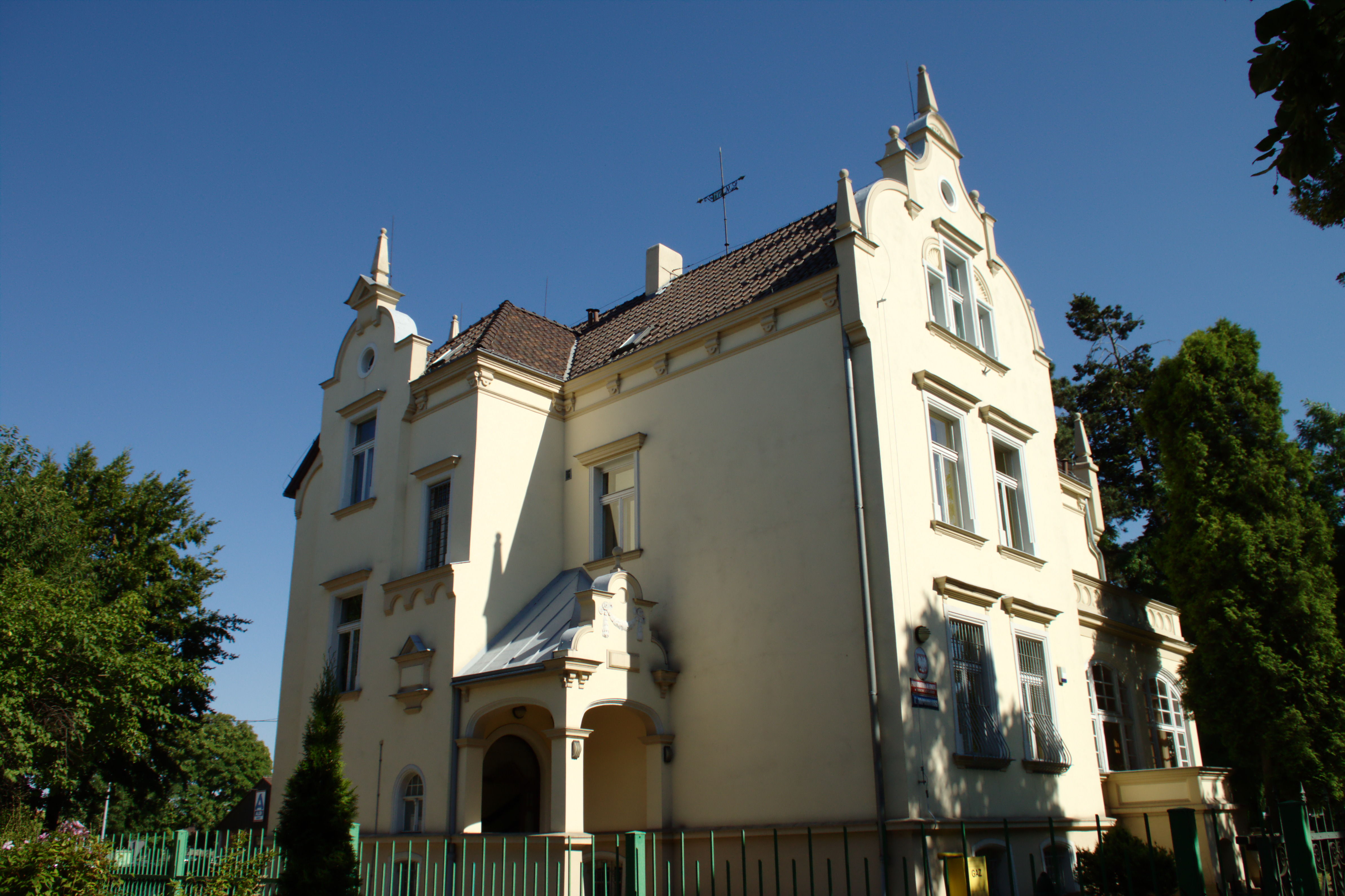
Вилла

## Известные люди
- Фриц Эрлер (1868—1940), немецкий художник, родился в Франкенштайне.
- Петр Желиньский (родившийся 1994), польский футболист.